# Штайн (виноградник)
Штайн, устар. Штейн (нем. Stein, Würzburger Stein) — виноградник в окрестностях немецкого города Вюрцбург (Нижняя Франкония, Бавария). Один из старейших действующих виноградников мира (как минимум с 779 года) и крупнейший в Германии отдельный виноградник (площадь 85 га). В XXI веке преимущественно отведён под выращивание сортов сильванер и рислинг. В Штайне появился особый стиль сухого вина, известный, как «штайнвайн» (нем. Steinwein).

## Общая информация
При площади 85 га Штайн — крупнейший в Германии отдельный виноградник. Он располагается на берегу реки Майн выше Вюрцбурга, на высотах от 210 до 300 м над уровнем моря. Уклон местности в районе виноградника составляет от 30° до 75° — последняя величина превращает его в один из самых крутых виноградников в стране. Земли, занятые виноградником, имеют форму раковины и ориентированы в основном на юг и юго-юго-восток (небольшая часть ориентирована на запад-северо-запад). Породы под виноградником представляют собой выветренный известняк-ракушечник, поверх которого лежат мелкозернистые почвы — преимущественно глинистые и местами с высоким содержанием гумуса. Местность отличается тёплым, почти средиземноморским климатом с обилием солнечного света. Выше по склону располагается полоса лесонасаждений, защищающая виноградник от северных ветров и способствующая поддержанию микроклимата. 

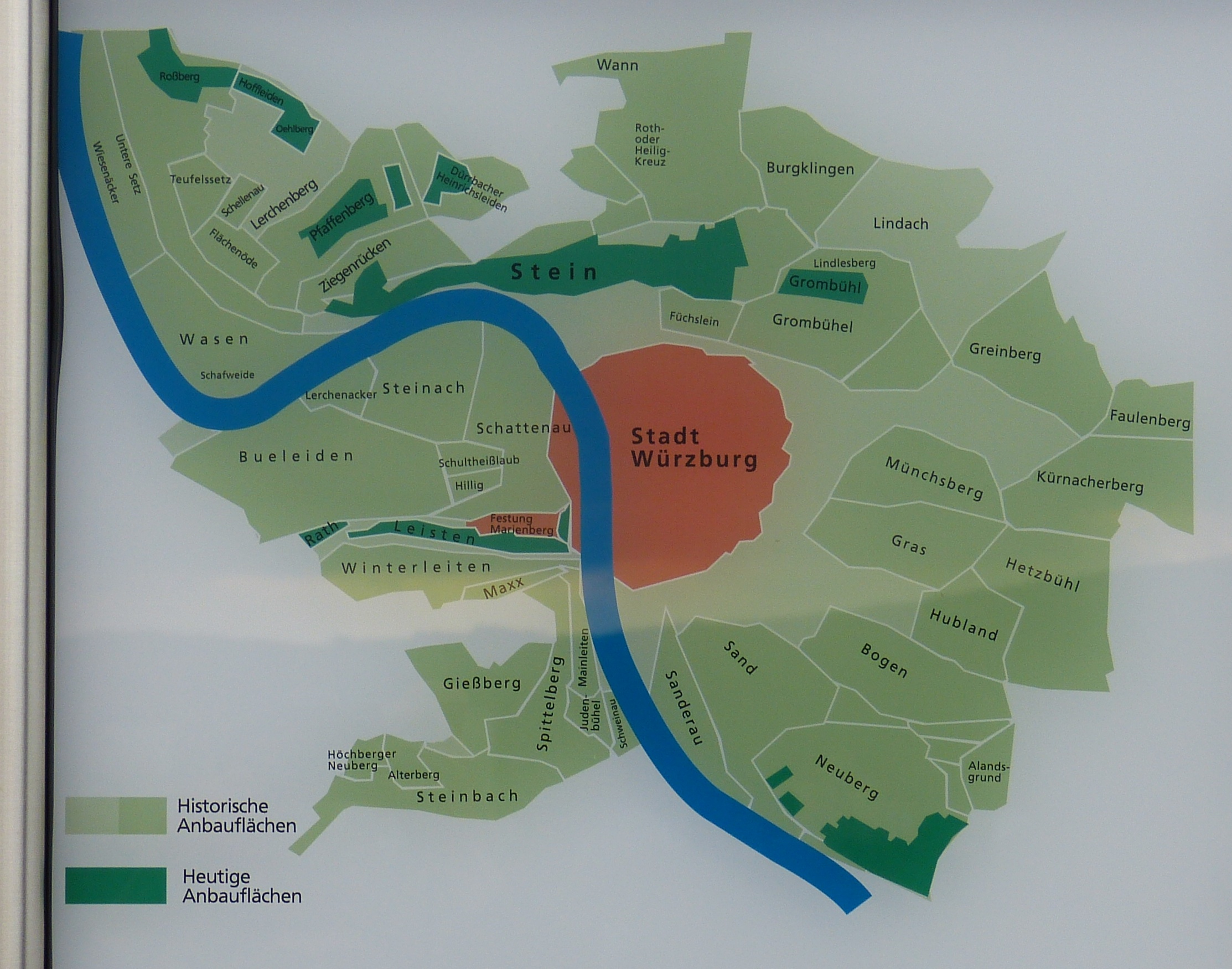
Карта виноградников Вюрцбурга (Штайн — выше речной излучины)

Лучшей частью виноградника считается участок, со второй половины XVII века известный как «Арфа» (нем. Harpfe). Этот участок расположен в центральной части земель виноградника, на высотах от 210 до 250 м над уровнем моря с уклоном местности 30—50° в нижней части и 50—60° в верхней. Своё название он получил из за полосы земли, занятой садами и пересекающей его наискосок, из-за чего он приобрёл форму перевёрнутой арфы, где роль струн выполняют шпалеры винограда.

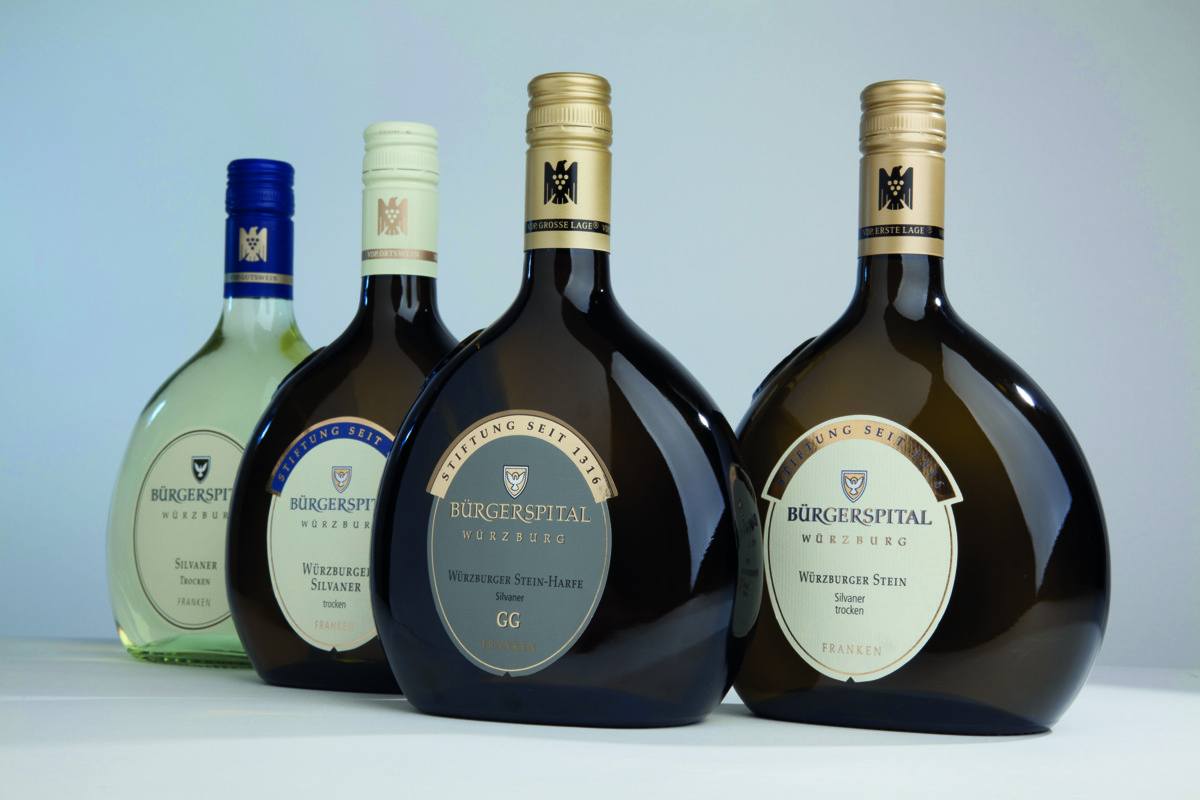
Боксбойтели c сильванером из виноградника Штайн

По состоянию на начало XXI века земли виноградника почти полностью разделены между тремя владельцами — Вюрцбургской городской больницей (нем. Bürgerspital — ей в частности полностью принадлежит «Арфа»), больницей Юлиуса и Вюрцбургскими государственными винными погребами. Небольшие участки принадлежат также винодельческим фирмам Reiss Christian и Weingut am Stein. Основные выращиваемые сорта винограда — сильванер и рислинг, хотя выращиваются также пино-блан, шойребе, траминер и мюллер-тургау. Штайн дал имя стилю франконского сухого вина «штайнвайн», изготовляемому главным образом из винограда сорта сильванер. Штайнвайн традиционно разливается по бутылкам особой формы, известным как «боксбойтель» (нем. Bocksbeutel — «козлиная мошонка») из-за того, что внешне якобы напоминают форму половых органов козла.
По территории Штайна проложен 4-километровый пешеходный маршрут, позволяющий туристам насладиться видами. Маршрут заканчивается у усадьбы-винодельни Вайнгут-ам-Штайн, дизайн которой был удостоен архитектурной премии.

## История
Виноград культивируется на Штайне как минимум с 779 года. Это один из старейших сохранившихся виноградников Германии и старейший из имеющих собственное имя. В 1665 году на территории Штайна цистерианским аббатом Аберихом Дегеном была впервые высажена лоза сорта сильванер. Памятный камень с сообщением об этом событии был найден при реструктуризации виноградника три столетия спустя и в настоящее время выставлен в винных погребах Вюрцбургской городской больницы.
Штайнское вино приобрело высокую репутацию уже к XVIII веку. Его, в частности, называл своим любимым поэт Иоганн Вольфганг Гёте; неизвестно, впрочем, имел ли он в виду штайнвайн, изготовленный из винограда сорта сильванер, рислинг или какого-то ещё.

## Вино 1540 года
Среди продукции Штайна выделяется сладкое вино урожая 1540 года. В этот год в результате аномальной жары Рейн почти полностью пересох, так что его было возможно перейти вброд. Штайнское вино 1540 года было изготовлено из перезрелого винограда и особенно долго выдерживалось в бочках — его разлили по бутылкам лишь в XVII веке.
Последняя партия бутылок штайнского вина урожая 1540 года хранилась в погребах баварского короля Людвига I и была приобретена на аукционе лондонским виноторговцем Эрманном. В 1961 году штайнское вино 1540 года участвовало в специальной дегустации с участием ведущих знатоков наряду с рюдесхаймером урожая 1857 года и йоханнисбергером урожая 1820 года. Эти два вина, согласно присутствовавшему на дегустации журналисту Хью Джонсону, пить после раскупорки оказалось невозможно — они были совершенно испорчены. Бутылка штайнского была открыта последней. Хотя эксперты к этому времени не ожидали ничего хорошего, вино в первый момент оказалось вполне пригодным к употреблению, хотя приобрело бурый цвет и текстуру мадеры. По словам Джонсона, вино было «по-прежнему полным жизни» и даже сохранило специфику немецких вин. Лишь после контакта с воздухом оно стало быстро окисляться и за несколько минут превратилось в уксус.
Последняя известная бутылка штайнского вина урожая 1540 года по-прежнему хранится в винном погребе Вюрцбургской городской больницы.